# Piqué (tessuto)

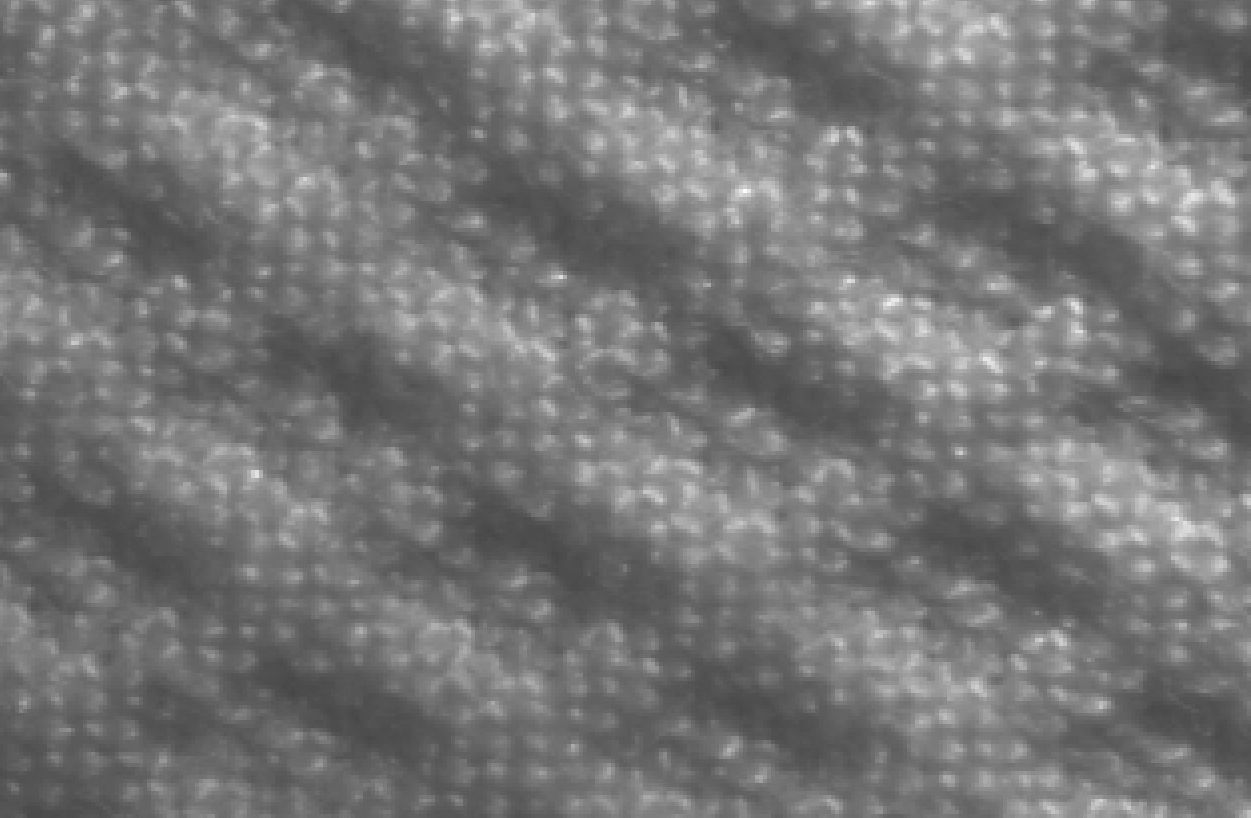
Tessuto piqué.

Il piqué (talvolta italianizzato in picché) è un tessuto di cotone con piccoli motivi in rilievo, rombi, quadrati, puntolini, generalmente bianco.

## Caratteristiche
Tessuto composto, necessita per l'armatura di due orditi (uno di fondo teso e uno supplementare lento) e per la tessitura di due trame (una per il fondo e una per l'imbottitura). I fili dell'ordito di fondo, con la maggiore tensione fanno abbassare i fili della trama, quando gli passano davanti, formando una depressione mentre i fili lenti rimangono in superficie creando il rilievo, si forma così l'effetto trapuntato esaltato dalla trama d'imbottitura di filato più soffice.
Ne risulta un tessuto operato, morbido e fresco, tradizionalmente bianco o di colori chiari.
Le versioni più pesanti sono adatte all'arredamento o alla biancheria da letto, in particolare copriletti e trapunte.
Le versioni leggere, molto fresche, si usano per l'abbigliamento estivo, soprattutto per le polo ma anche per camicie, giacche e capi per bambini. In alcuni paesi dal clima caldo, come Israele vengono usate addirittura per confezionare coperte particolarmente fresche e leggere.

## Maglieria
Nella maglieria industriale il termine piqué indica un tipo di maglina con una lavorazione trapuntata, usata per la realizzazione della maglietta polo, di camicie e di capi di abbigliamento sportivo.